# Cixi
Cixi ili Tz'u Hsi (29. studenog 1835. – 15. studenog 1908.) bila je kineska vladarica čiju je vladavinu obilježilo propadanje Kine, zbog čega se smatra de facto posljednjim kineskim monarhom. 
O njenom porijeklu postoje različite teorije, ali je godine 1851. kao dijete mandžurijskog službenika Huizhenga došla u Zabranjeni grad i postala jedna od službenih priležnica cara Xianfenga. Godine 1861. je izvela dvorski puč nakon koga je postala de facto vladaricom Kine. Za vrijeme njene vladavine Kina je poražena u ratu s Japanom 1894. – 95. godine, izgubila nominalni suverenitet nad Korejom te bila prisiljena na niz ponižavajućih ugovora koji su izazvali kratkotrajni bokserski ustanak. Cixi je bila konzervativna i do posljednjeg se trenutka opirala reformatorima koji su htjeli modernizirati Kinu i učiniti je sposobnom da se odupre zapadnom pritisku. Tri godine nakon njene smrti Kina je postala republika. 